# Friedrich Christian von Ritzenberg
Friedrich Christian von Ritzenberg (* 30. Juli 1747 in Halberstadt; † 4. Februar 1830) war ein deutscher Beamter und Abgeordneter der Reichsstände des Königreichs Westphalen sowie Gutsbesitzer.

## Leben

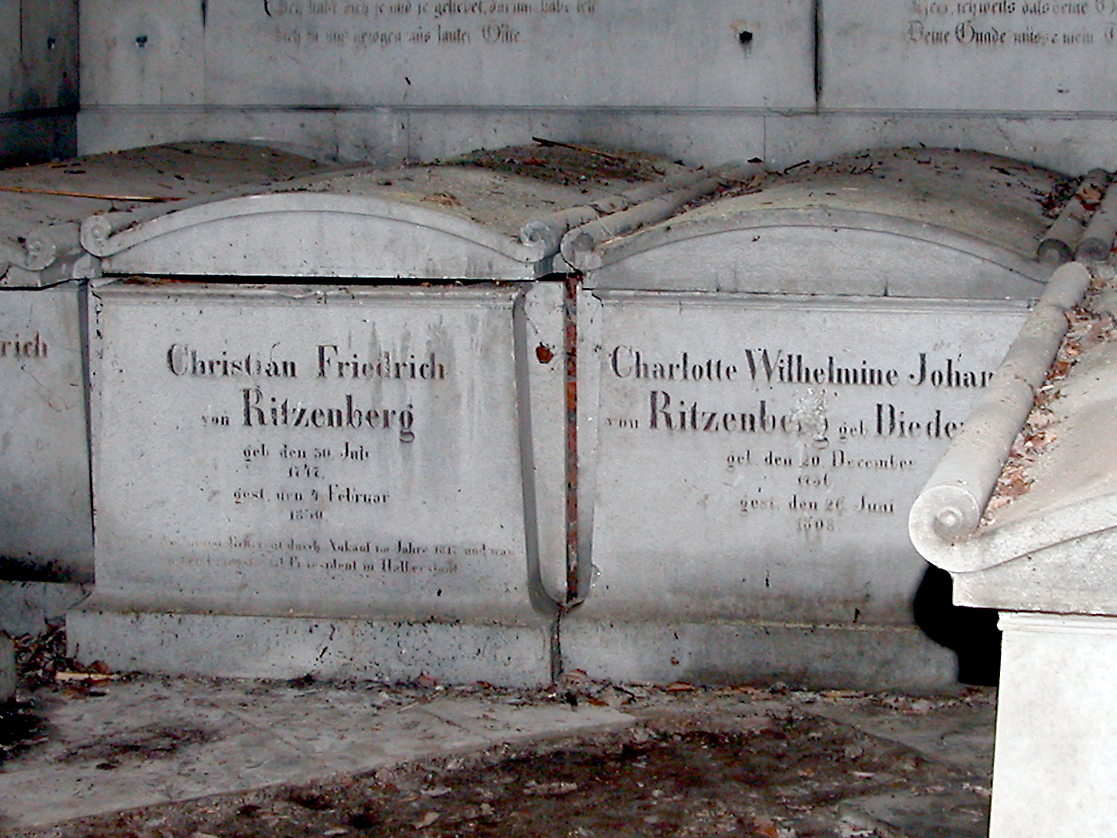
Sarkophage von Friedrich Christian von Ritzenberg und seiner Ehefrau

Friedrich Christian von Ritzenberg war ein Sohn von Albert Eberhard Ritzenberg, des Bürgermeisters von Halberstadt, und seiner Ehefrau Johanna Christiana, geb. Möller. Er besuchte das Pädagogium Halle und wurde Regierungsrat (erste Instanz) des Konsistoriums in Halberstadt. In dieser Zeit war er auch als Vertreter der Grundbesitzer für das Saale-Departement Abgeordneter der Reichsstände des Königreichs Westphalen.
Ab 1775 war er mit Charlotte Wilhelmine Diederichs (1756–1808) verheiratet. Aus der Ehe gingen der Sohn Ferdinand und die Tochter Sidonie hervor.
Im Jahre 1817 ersteigerte von Ritzenberg das Schloss Nischwitz in Thallwitz.
Friedrich Christian von Ritzenberg starb am 4. Februar 1830 im Alter von 82 Jahren. Sein Grab befindet sich im Mausoleum der Familie von Ritzenberg im Schlosspark Nischwitz, das Ende der 1840er Jahre errichtet wurde.

## Auszeichnungen
- 11. Juli 1813: Erhebung in den westphälischen Adelsstand (Anerkennung durch Preußen am 20. Juni 1818)